# Brécy-Brières
Brécy-Brières è un comune francese di 92 abitanti situato nel dipartimento delle Ardenne, nella regione del Grand Est.

## Società

### Evoluzione demografica
Abitanti censiti